# Xã Crowley, Quận Greene, Arkansas
Xã Crowley (tiếng Anh: Crowley Township) là một xã thuộc quận Greene, tiểu bang Arkansas, Hoa Kỳ. Năm 2010, dân số của xã này là 297 người.